# Planodasys
Planodasys is een geslacht van buikharigen uit de familie van de Planodasyidae. De wetenschappelijke naam van het geslacht soort werd voor het eerst geldig gepubliceerd in 1970 door Rao.

## Soorten
- Planodasys littoralis Rao, 1993
- Planodasys marginalis Rao in Rao & Clausen, 1970